# 재일본한국인연합회중앙회
재일본한국인연합회중앙회(在日本韓国人連合会中央会)은 뉴커머 재일 한국인들에 의해 일본 전역에 설립된 재일 한국인 친목 단체이다.